# Wapen van de Oranje Vrijstaat

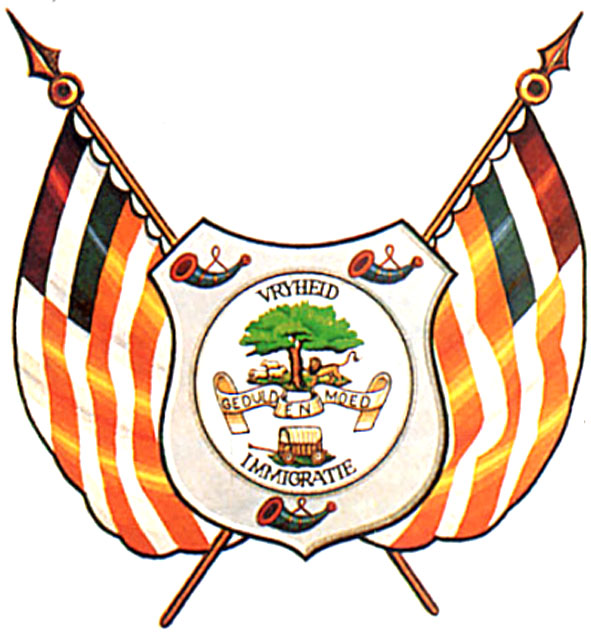
Kunstenaarsreconstructie van het wapen van de Oranje Vrijstaat uit 1993

Het wapen van de Oranje Vrijstaat was het officiële heraldische wapen van de Oranje Vrijstaat als republiek van 1857 tot 1902, en later, van 1937 tot 1994, als provincie van Zuid-Afrika. Sinds 1994 wordt het wapen niet meer gebruikt.

## Geschiedenis
De Oranje Vrijstaat werd in 1854 als republiek uitgeroepen. Er waren officiële staatssymbolen nodig en de eerste staatspresident, Josias Philip Hoffman, besloot deze in Nederland te laten ontwerpen, en richtte daartoe een verzoek aan koning Willem III der Nederlanden. Willem III honoreerde het verzoek en liet in 1855 een vlag en wapen ontwerpen door de Hoge Raad van Adel, en stuurde deze vervolgens naar Zuid-Afrika. Omdat de Oranje Vrijstaat is vernoemd naar de Oranjerivier, die op zijn beurt is vernoemd naar de Nederlandse koninklijke familie, bevatte het wapen een golvende oranje streep die de rivier voorstelde, en drie trompetten, het symbool van het Huis Oranje-Nassau.

Tegen de tijd dat de ontwerpen in januari 1856 Bloemfontein bereikten, was Hoffman al afgetreden en opgevolgd door Jacobus Boshof. Boshof, die kennelijk niet wist dat er in Nederland staatssymbolen werden ontworpen, had in de tussentijd al een grootzegel laten ontwerpen en vervaardigen, dat door de Volksraad ook al was goedgekeurd. Op het zegel stonden een vrijheidsboom, schapen, een leeuw en een ossenwagen afgebeeld. Toen Boshof op 28 februari 1856 de ontwerpen voor de in Nederland ontworpen vlag en wapen aan de Volksraad voorlegde, besloot de Volksraad het volgende:
Het ontwerp van de vlag gezonden door den Koning der Nederlanden zal aangenomen worden, [...] en bij het gezondene dito wapen het reeds bestaande zoo als in het Groot Zegel van de Staat zal ingevoegd worden met weglating der oranje streep.
Het wapen, zoals dat daadwerkelijk werd aangenomen, toonde toen het ontwerp van het grootzegel tussen de drie trompetten. Dit hybride ontwerp werd officieel geïntroduceerd op de derde verjaardag van de republiek, op 23 februari 1857, en werd gebruikt totdat de republiek op 31 mei 1902 ophield te bestaan met het Verdrag van Vereeniging.
Ten tijde van de Oranjerivierkolonie (1902-1910) had het gebied een ander wapen, toegekend door koning Edward VII van het Verenigd Koninkrijk.
Toen de Orangerivierkolonie in 1910 een provincie van de Unie van Zuid-Afrika werd, nam het provinciale bestuur het wapen van de Oranjerivierkolonie over, dat het tot 1925 gebruikte. In 1937, na een periode van twaalf jaar zonder officieel wapen, nam het provinciale bestuur het oude wapen van de republiek weer in gebruik. Toen de provincie Oranje Vrijstaat in 1994 werd omgevormd tot de provincie Vrijstaat werd het wapen afgeschaft.

## Blazoen
Dat wapen werd in 1955 geregistreerd door het College of Arms in Engeland en in 1967 geregistreerd door het Zuid-Afrikaanse Buro vir Heraldiek.